# Cantonul Marle
Cantonul Marle este un canton din arondismentul Laon, departamentul Aisne, regiunea Picardia, Franța.

## Comune
- Agnicourt-et-Séchelles
- Autremencourt
- Bosmont-sur-Serre
- Châtillon-lès-Sons
- Cilly
- Cuirieux
- Erlon
- Froidmont-Cohartille
- Grandlup-et-Fay
- Marcy-sous-Marle
- Marle (reședință)
- Monceau-le-Waast
- Montigny-le-Franc
- Montigny-sous-Marle
- La Neuville-Bosmont
- Pierrepont
- Saint-Pierremont
- Sons-et-Ronchères
- Tavaux-et-Pontséricourt
- Thiernu
- Toulis-et-Attencourt
- Vesles-et-Caumont
- Voyenne